# 瓦烏拉

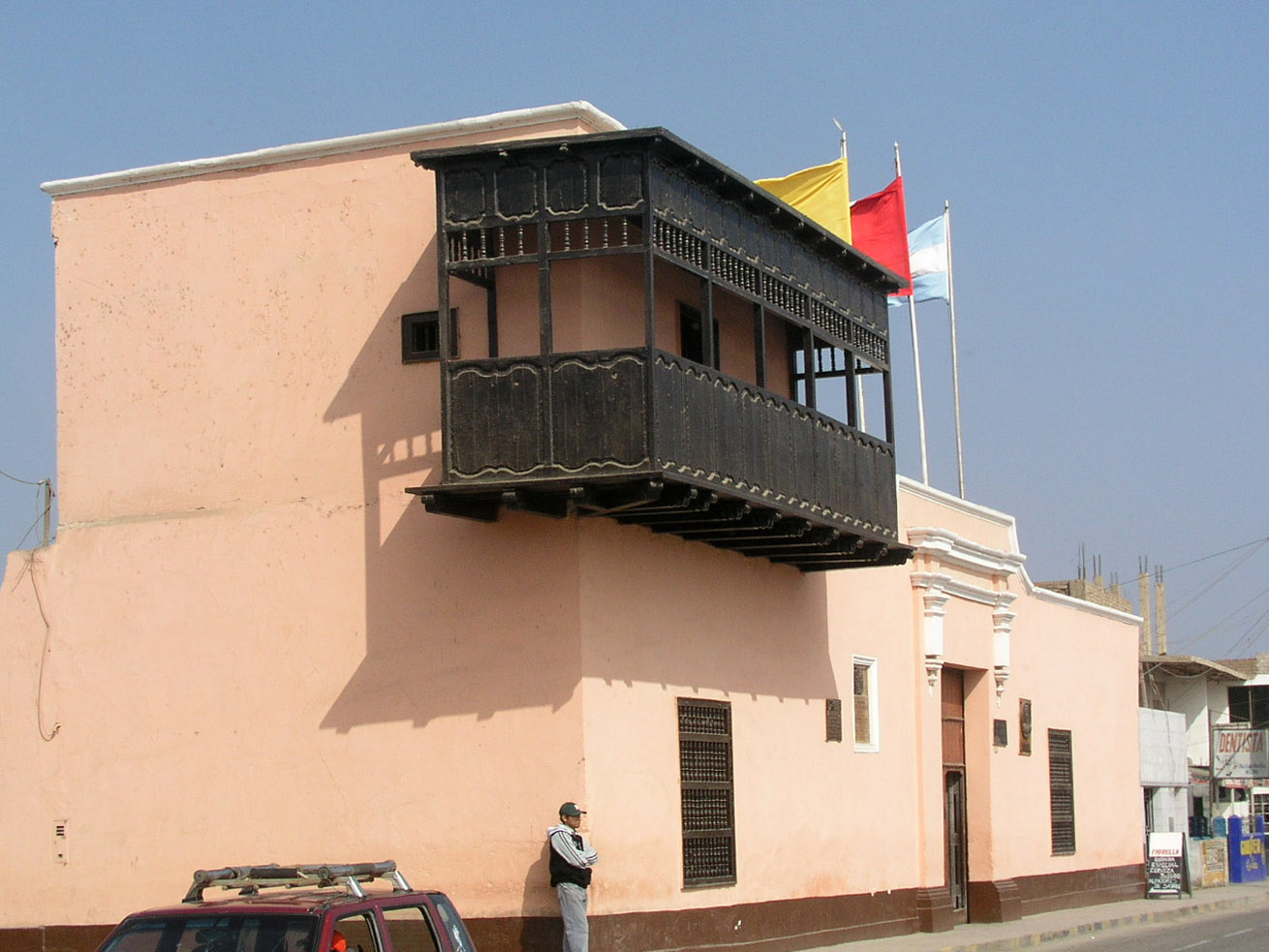

瓦烏拉（西班牙語：Huaura），是秘魯的城市，位於該國西部，由利馬大區負責管轄，距離首都利馬148公里，面積484.43平方公里，海拔高度30米，何塞·德·聖馬丁在1820年11月第一次在該鎮宣布獨立，2011年人口173,585。